# Vegetación e hidrografía del Líbano

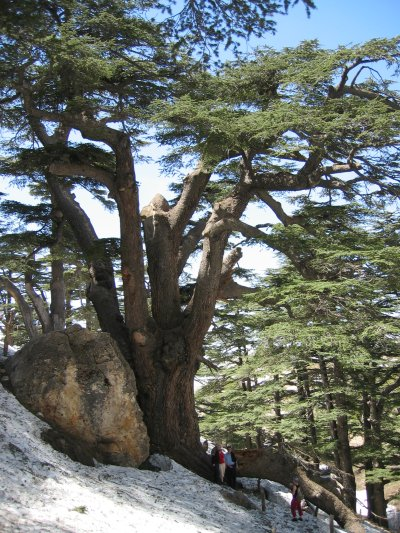
Cedro del Líbano.

El bosque cubre el 7,7 % de la superficie total del país. La vegetación es típicamente mediterránea en la franja costera y también, en general, en las regiones poco elevadas; según el tipo de suelo predomina la maquia o la garriga. Los abetos y los cedros se encuentran en algunos parajes de montaña situados entre los 1.200 y los 2.000 m, con hayas, abetos y cedros en los montes del norte; frondosos bosques de pinos y encinas cubren las vertientes de los montes meridionales.
Según WWF, el territorio del Líbano se reparte entre dos ecorregiones de bosque mediterráneo en función de la altitud: el bosque del Mediterráneo oriental en las zonas bajas y el bosque montano de Anatolia meridional en las más elevadas.
Antiguamente en Líbano se encontraban en abundancia bosques de cedros, y a esto se debe el cedro que hay en su bandera y escudo, la mayor parte de Líbano se encuentra actualmente deforestada, en las montañas aún se pueden encontrar, aunque pocos, cedro del Líbano.
En Líbano se pueden encontrar especies animales como el chacal, lobo, asno salvaje y la gacela.

## Hidrografía
Río Orontes: es un río que corre en los territorios del Líbano, Siria y Turquía. Con las fuentes en el valle oriental de Bekaa (Líbano), se encuentra en dirección norte, paralela a la costa, cruzando el oeste de Siria a retroceder en el Mediterráneo, cerca del puerto turco de Samandağ. Su longitud total es 571 km. 
A lo largo de su valle, aprobada a través de los siglos, los ejércitos y el tráfico procedente de o con destino a Egipto. Las costas de oronto, se detuvo en las batallas de Cades y Qarqar.
Río Litani:
Río Litani (escrito en árabe: Nahr al-Litani; clásico nombre: Leontes) es uno de los principales ríos en el sur del Líbano. Nacido al oeste de Baalbek en el Valle de la Beqaa fértil desemborca y el Mar Mediterráneo al norte de rodaje, una de las principales ciudades del Líbano. Con algo más de 140 km, es el mayor río que nace y fluye dentro de las fronteras del Líbano. La mayor parte de la cuenca del río era una baja de ocupación israelíes durante la Operación Litani, en 1978 y la guerra en el Líbano de 1982 a 2000. Es la principal fuente de agua en el sur del Líbano.
Río Adonis:
Adonis es un río de Phenicia, situado en el sur de la ciudad de Biblos. Cuando sus aguas son llevadas a arena roja, se consideraron como la sangre de Adonis. Su nombre moderno es Nahr Ibrahim.
- Datos: Q6159978